# Michael McDonald (giocatore di poker)
Michael McDonald (Waterloo, 11 settembre 1989) è un giocatore di poker canadese.
I suoi migliori risultati ottenuti all'European Poker Tour sono: il 1º posto nella stagione 2007/2008 all'evento di Dortmund (in cui ha vinto 933600 €) ed il 5º posto nella stagione 2008/2009 all'evento di Dortmund, (197000 € di premio).
È il giocatore più giovane ad aver vinto un EPT.